# Ängsmetallvinge
Ängsmetallvinge (Adscita statices) är en fjäril i familjen bastardsvärmare. 

## Kännetecken
Ängsmetallvinge har ett vingspann på 24 till 32 millimeter. Hanens antenner är fjäderformade medan honans är enkla. Vingarna är gröna eller blågröna och metallglänsande. Larverna är knubbiga och 12 till 15 millimeter som fullvuxna med en ljusgrå eller gulgrön grundfärg.

## Utbredning
Ängsmetallvinge finns i större delen av Europa och vidare österut genom Ryssland till nordvästra Kina. I Sverige finns arten i hela landet.

## Levnadssätt
Det finns två former (f. statices och f. heuseri) av Ängsmetallvinge som av vissa anses vara olika arter. Den förstnämnda föredrar blomrika torra gräsmarker på sandig mark, medan den senare lever på fuktigare gräsmarker. De vuxna fjärilarna av formen f. heuseri kan ses på till exempel smörblommor och gökblomster medan f. statices ses på väddväxter, blåmunkar, trift och axveronika. Larverna av f. heuseri lever på ängssyra medan f. statices larver lever på bergssyra. Äggen läggs av honan i grupper om 20 till 40. Larverna lever till en början tillsammans som minerare, det vill säga mellan bladets över och undersida. När de blir större lever de ensamma och är inte längre minerare. De övervintrar som larver i marken och förpuppas i maj eller juni i förnan. Puppan kläcks efter cirka tre veckor. De är liksom andra bastardsvärmare giftiga i alla utvecklingstadier.